# Gymnapogon
Gymnapogon es un género de peces de la familia Apogonidae, del orden Perciformes. Este género marino fue descrito por primera vez en 1905 por Charles Tate Regan.

## Especies
Especies reconocidas del género:
- Gymnapogon africanus J. L. B. Smith, 1954
- Gymnapogon annona (Whitley, 1936)
- Gymnapogon foraminosus (S. Tanaka (I), 1915)
- Gymnapogon janus T. H. Fraser, 2016[3]
- Gymnapogon japonicus Regan, 1905
- Gymnapogon melanogaster Gon & Golani, 2002
- Gymnapogon philippinus (Herre, 1939)
- Gymnapogon urospilotus Lachner, 1953
- Gymnapogon vanderbilti (Fowler, 1938)